# غواصة يو-165
كانت الغواصة يو-165 واحدة من 329 غواصة خدمت في البحرية الإمبراطورية الألمانية خلال الحرب العالمية الأولى.